# شهرستان شوو
شهرستان شوو (به لاتین: Shou County) یک شهرستان‌های جمهوری خلق چین در چین است که در هواینان واقع شده‌است.